# ألفية (مسيحية)
الألفية (أو الحكم الألفي) في المسيحية هي معتقد إيماني ظهر بداية بين مسيحيين من أصول عبرية حافظوا من ديانتهم القديمة على ما يسمى بالماشيحية الزمنية وإلى التأويل الحرفي لنصوص الكتاب المقدس خاصة ما ورد في سفر رؤيا يوحنا (20: 3 – 6). فهم يعتقدون بأن المسيح سيعود إلى عالمنا هذا مع ملائكته والقديسين ليحكم الأرض كملك مدة ألف عام ومن هنا جاءت تسمية الألفية. مبكراً جداً في عام 172 م ادعا مونتانوس الفريجي بأن الحياة الإخلاقية والروحية لأعضاء الكنيسة قد انحدرت وابتعدت عن الله بسبب تأثير العالم السلبي عليهم، لذلك وجب على الكنيسة العودة على ما كانت عليه أيام الرسل فأعلن نفسه نبياً جديداً من السماء أوكلت إليه مهمة التبشير بقرب نزول أورشليم السماوية و مجيء الرب إلى منطقة فريجية العليا - التي كانت واقعة آنذاك في آسيا الصغرى – لتأسيس مملكته التي ستستمر فترة ألف سنة. تتمسك بهذا المعتقد اليوم عدة كنائس بروتستانتية.

نموذج الايمان بالعصر الألفي في سفر الرؤيا يوحنا

## مواضيع ذات صلة
- إسخاتولوجيا مسيحية